# Berryville (Wirginia)
Berryville – miasto w Stanach Zjednoczonych, w stanie Wirginia, siedziba administracyjna hrabstwa Clarke.